# Karang Panasan
Karang Panasan is een bestuurslaag in het regentschap Bangkalan van de provincie Oost-Java, Indonesië. Karang Panasan telt 1766 inwoners (volkstelling 2010).